# 辐照错觉

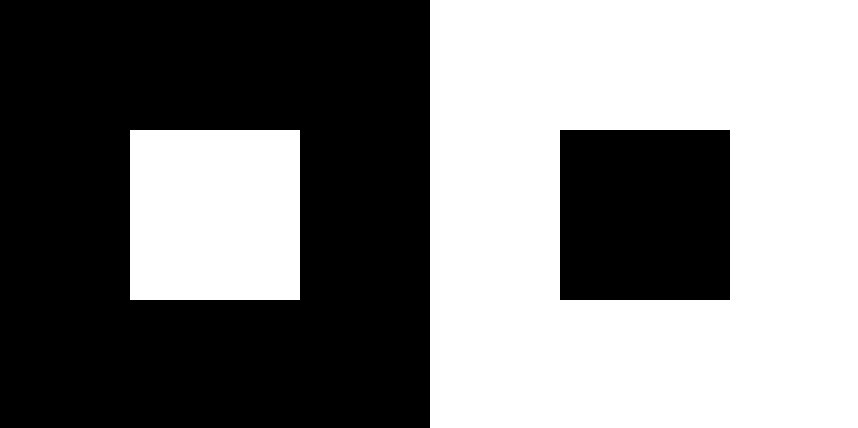

辐照错觉（irradiation illusion）是一种视错觉。如右图所示，较亮的色块（左边的白色正方形）看起来比较暗的色块（右边的黑色正方形）来得大，而两个正方形的实际大小却是一样的。赫尔曼·冯·亥姆霍兹在1867年正式命名了此现象，但在其之前也有不少科学家发现这一视错觉，例如伽利略在《关于托勒密和哥白尼两大世界体系的对话》中就已提及。辐照错觉形成的部分原因是光在眼睛中的散射扩大了明亮区域在视网膜上的成像面积。